# Elaphria bastula
Elaphria bastula là một loài bướm đêm trong họ Noctuidae.